# Château d'Attinghausen
Le château d'Attinghausen est un château en ruines situé à Attinghausen dans le canton d'Uri en Suisse. Il est listé comme bien culturel d'importance nationale.

## Histoire
Le premier site fortifié fut construit avant 1100 sur une colline située au milieu du village actuel d'Attinghausen. Les premiers propriétaires étaient probablement des chevaliers au service des comtes de Zähringen étaient utilisaient peut-être déjà le nom « von Attinghausen ». La famille von Schweinsberg prit possession du château au XIIIe siècle, possiblement par le mariage d'Ulrich von Schweinsberg avec une femme de la famille von Attinghausen. Le premier château était probablement une motte castrale.
Les von Schweinsberg (aussi connus sous le nom de von Attinghausen) remplacèrent les fortifications originales par une tour de onze mètres de côté et un mur d'enceinte. L'accès principal à la tour était un escalier en bois menant au deuxième ou au troisième étage. La porte était située dans le côté ouest du mur d'enceinte. Un bâtiment en bois fut construit dans la partie méridionale du château. Vers 1300, il fut remplacé par un grand corps de logis en pierre. Le rez-de-chaussée servait probablement d'écurie et de remise agricole et les étages supérieurs d'habitation.
Werner d'Attinghausen devint Landammann au plus tard en 1294, probablement à la suite d'Arnold de Silenen. Grâce aux privilèges accordés en 1297 par le roi Adolphe et en 1316 par Louis de Bavière ainsi qu'à la victoire lors de la bataille de Morgarten en 1315 il put assurer la sécurité du territoire d'Uri. À la mort de Werner, la fonction de Landammann fut probablement transmise à son fils Jean d'Attinghausen. Jean mena en 1339 les Uranais lors de la guerre de Laupen. Il signa un accord perpétuel d'alliance avec Rodolphe Brun de Zurich en 1351. Il obtint ensuite en 1353 les coutumes impériales pour Flüelen et fut nommé recteur du Valais par l'empereur Louis. Jean mourut en 1358,.
Le fils de Jean nommé Jacob était auprès du pape à Avigon mais il ne rentra jamais. Deux des cousins, Werner and Johann von Simpeln, reprirent vraisemblablement le château d'Attinghausen en 1359. Ils moururent peu après, possiblement lors de l'incendie qui détruisit le château en 1360. Les seigneurs de Rudenz héritèrent du château et des terres d'Attinghausen mais ils ne reconstruisirent pas l'édifice et s'installèrent à Flüelen.
Les ruines du château furent fouillées pour la première fois en 1894 et furent vendues à la Association pour l'histoire et les antiquités du canton d'Uri (aujourd'hui société historique d'Uri) deux ans plus tard. Un assainissement du site et des fouilles archéologiques menées en 1979 permirent de découvrir de nombreux objets qui appartenaient aux résidents du château. Le site est fermé au public en 2007 à cause de dangerosité et, grâce à des dons, la société historique effectua une restauration importante en 2011-2012. Le site fut à nouveau ouvert au public en 2012. Les ruines du château sont listés comme bien culturel d'importance nationale.